# 聪明关公蟹
聪明关公蟹（学名：Dorippe astuta）为关公蟹科关公蟹属的动物。分布于沙老越、澳大利亚、菲律宾、新加坡、泰国、墨吉群岛、安达曼、印度以及中国大陆的广西、广东、福建等地，生活环境为海水，多栖息于沿岸浅水中。